# Hårdførhed
Begrebet hårdførhed er dannet ud fra ordet hårdfør, som betyder modstandsdygtig.
Planter og dyr kaldes hårdføre, når de er tilpasset en niche, hvor der er mangel på én eller flere naturlige ressourcer.
Planters hårdførhed kan bestå i tålsomhed overfor fordampningstab på grund af f.eks. salt, tørke, vind og sollys. Planterne kan også være hårdføre, fordi de kan nøjes med ubetydelige mængder af salt eller gødningsstoffer i jorden, eller fordi de tåler kulde eller dyb skygge.

I Danmark er planternes hårdførhed i særlig grad betinget af minimumstemperaturen. Man skal normalt regne med, at en plante skal kunne klare ÷18 °C for at den kan formere sig eller dyrkes, og at en plante kan tåle ÷25 °C, for at den er hårdfør. Og den skal kunne tåle ÷32 °C for at være totalt hårdfør. I Danmark er det et problem for planterne at vide, hvornår det er efterår, sådan at de skal stoppe væksten, og det er et problem at vide, hvornår det forår, så at væksten skal begynde igen. Særligt bøgen er kendt for at springe ud på næsten samme tid hvert år. Det skyldes at dens udspring mest styres af lyset, det vil sige af daglængden. Planter fra Sibirien og kolde bjergegne er mest styret af temperaturen og kan springe ud på alle årstider, når bare vejret er varmt nok i en periode. Derfor er nogen planterarter, fra Sibirien ikke hårdføre i Danmark selvom de kan tåle meget hård kulde på det naturlige voksested.
Dyrenes hårdførhed består i samme slags tilpasninger. De kan være nøjsomme med vand eller føde, de kan tåle kulde, voldsomt tryk og store strabadser, eller de kan være resistente over for alvorlige sygdomme. Forplanteæderne er det vigtigt at ungerne fødes så tidligt som muligt om foråret så at ungerne kan nå at vokse sig store inden første vinter, helst støre end de andre unger, men samtidigt så skal de fødes så sent på foråret at planterne er begyndt at vokse.

## Træagtige planters hårdførhed

### USDA-zoner
US Department of Agriculture (USDA) har fremstillet et zonekort for det nordamerikanske kontinent. Inddelingen er baseret på den gennemsnitlige årlige absolutte minimumtemperatur for et område og består af ti zoner:
- Zone 3 (-35 °F) (laveste temperatur: -37 °C)
- Zone 4 (-25 °F) (laveste temperatur: -32 °C)
- Zone 5 (-15 °F) (laveste temperatur: -26 °C)
- Zone 6 (-5 °F) (laveste temperatur: -21 °C)
- Zone 7 (5 °F) (laveste temperatur: -15 °C)
- Zone 8 (15 °F) (laveste temperatur: -9 °C)
- Zone 9 (25 °F) (laveste temperatur: -4 °C)
- Zone 10 (35 °F) (laveste temperatur: +2 °C)

Systemet kan ikke oversættes direkte danske forhold, da det ikke tager hensyn til varmeperiodens længde og intensitet. En planteart, som er tilpasset et kontinentalt klima, kan meget vel klare ekstremt kolde temperaturer, men behøver tilsvarende varme og måske også langvarige varmeperioder for at overleve.

### EGF-zoner
European Garden Flora har lanceret et tilsvarende system:
- H1 (-20 °C og lavere)
- H2 (-15° til -20 °C)
- H3 (-10° til -15 °C)
- H4 (-5° til -10 °C)
- H5 (0° til -5 °C)
- G1 (kræver koldhus også i Sydeuropa)
- G2 (kræver varmhus i hele Europa)

- - Walters, S.M. (1986). The European Garden Flora, Vol. 1. Pteridophyta; Gymnospermae; Angiospermae — Alismataceae to Iridaceae. ISBN 0-521-24859-0

## Andre betydninger
Bemærk at ordet kan bruges i overført betydning om rå brutale mennesker, så som boksere.